# The Harder They Come
The Harder They Come ist ein jamaikanischer Kinofilm des Regisseurs Perry Henzell aus dem Jahr 1972 und zählt zu den so genannten Midnight Movies. Vorlage für den Film war das Leben von Vincent „Ivanhoe“ Martins alias Rhyging (1924–1948). Die Filmhandlung ist allerdings in der Gegenwart der Produktionszeit angesiedelt. Der Film wird als einer der Wegbereiter der Reggae-Musik für ein internationales Publikum angesehen.

## Handlung
Der jamaikanische Sänger Jimmy Cliff spielt Ivanhoe Martin, einen jungen Mann, der vom Land in die Großstadt Kingston kommt und von einer Karriere als Sänger träumt. Nach verschiedenen Anlaufschwierigkeiten findet er schließlich einen Produzenten (der stellvertretend für den Großteil der damaligen jamaikanischen Produzenten steht).
Nachdem ihn dieser nur äußerst spärlich entlohnt, beginnt Ivan sein Geld mit dem Handel von Marihuana zu verdienen, welches auch in Jamaika illegal ist. Dementsprechend gerät er in Konflikt mit dem System, was ihm das Leben schwer macht – er wird in einer Schießerei mit der Polizei erschossen.

## Motivation der Hauptfigur
Ivans Entschluss, zur Waffe zu greifen, fällt, nachdem er in einem Kino den Italo-Western Django gesehen hat. Beim Showdown mit der Polizei erinnert sich Ivan wieder an die Szene, in der Django mit seinem Maschinengewehr die Banditen niederschießt und imitiert eine aus Western bekannte Duellszene.

## Soundtrack
Der Soundtrack zum Film, der auch als LP und mittlerweile CD veröffentlicht wurde, enthält sechs Titel von Jimmy Cliff, You Can Get It If You Really Want und The Harder They Come jeweils in zwei leicht unterschiedlichen Versionen sowie Many Rivers to Cross und Sitting in Limbo. David Scott ist unter seinem Künstlernamen Scotty mit Draw Your Brakes vertreten. The Melodians singen ihr religiöses Lied Rivers of Babylon, das später in der Version von Boney M. ein Welthit war. Das jamaikanische Vokal-Trio The Maytals steuerte die Songs Sweet and Dandy und Pressure Drop bei. Shanty Town war bereits 1967 ein internationaler Hitparadenerfolg für Desmond Dekker, und The Slickers sind mit Johnny Too Bad vertreten. Mit dem Song You Can Get It If You Really Want war Desmond Dekker bereits 1970 international erfolgreich.
Seite 1
1. Jimmy Cliff – You Can Get It If You Really Want
2. Scotty – Draw Your Brakes
3. The Melodians – Rivers of Babylon
4. Jimmy Cliff – Many Rivers to Cross
5. The Maytals – Sweet and Dandy
6. Jimmy Cliff – The Harder They Come

Seite 2
1. The Slickers – Johnny Too Bad
2. Desmond Dekker – Shanty Town
3. The Maytals – Pressure Drop
4. Jimmy Cliff – Sitting In Limbo
5. Jimmy Cliff – You Can Get It If You Really Want
6. Jimmy Cliff – The Harder They Come

## Rezeption

### Kritik
„The Harder They Come von Perry Henzell. Diese erste Spielfilm-Produktion aus Jamaika (die allerdings von Roger Corman finanziert wurde) erzählt die Odyssee des naiven Landarbeiters Ivan durch die Slums von Kingston. Von autoritären Priestern, zynischen Plattenproduzenten und Marihuana-Dealern ausgebeutet, avanciert er nach mehreren Polizistenmorden zum gefeierten Underground-Volkshelden: eine hautnahe, äußerst realistische, häufig mit den Mitteln des amerikanischen Underground-Films und in Originalton gedrehte Milieu- und Entwicklungsstudie, die leider sehr verzettelt in den unabhängigen Kinos gezeigt wird.“
Die Zeit vom 25. Oktober 1974

### Umsetzung als Bühnenmusical
Im Jahr 2023 adaptierte Suzan-Lori Parks den Film als gleichnamige Off-Broadway-Musical-Produktion, die im März am New Yorker Joseph Papp Public Theater uraufgeführt wurde. Die Hauptrolle des Ivan übernahm Natey Jones. Die Produktion gewann im Jahr ihrer Veröffentlichung den Outer Critics Circle Award als bestes neues Off-Broadway-Musical.